# Liste der Einträge im National Register of Historic Places im Chelan County
Diese Liste der Einträge im National Register of Historic Places im Chelan County enthält alle im Chelan County, Washington in das National Register of Historic Places eingetragenen Gebäude, Bauwerke, Objekte, Stätten oder historischen Distrikte.
Diese Liste entspricht dem Bearbeitungsstand des National Park Service/National Register of Historic Places vom 16. August 2024.

## Legende
| NRHP | Historic Place             |
| HD   | National Historic District |

## Aktuelle Einträge
| [ 2 ] | Name                                         | Bild                                         | Eintragsdatum                  | Lage | Ort         | Beschreibung |
| ----- | -------------------------------------------- | -------------------------------------------- | ------------------------------ | --- | ----------- | ------------ |
| 1     | Black Warrior Mine                           |                                              | 15. Okt. 1974 ID-Nr. 74000914  | am Ende vom Horseshoe Basin Trail, nordwestlich von Stehekin im North Cascades Nationalpark 48° 28′ 46,9″ N, 121° 1′ 29,3″ W                                             | Stehekin    |              |
| 2     | Blewett Arrastra                             | weitere Bilder                               | 17. Sep. 1974 ID-Nr. 74001941  | südwestlich von Cashmere im Wenatchee National Forest 47° 25′ 20,8″ N, 120° 39′ 33,9″ W                                                                                  | Cashmere    |              |
| 3     | Bridge Creek Cabin-Ranger Station            |                                              | 10. Feb. 1989 ID-Nr. 88003458  | im Bridge Creek Campground, südwestlich vom Stehekin Valley Trail und nordwestlich von Stehekin im North Cascades Nationalpark 48° 25′ 46,9″ N, 120° 52′ 21,7″ W         | Stehekin    |              |
| 4     | Bridge Creek Shelter                         | weitere Bilder                               | 10. Feb. 1989 ID-Nr. 88003445  | Bridge Creek Campground, nördlich vom Stehekin Valley Trail und nordwestlich von Stehekin im North Cascades Nationalpark 48° 25′ 48,3″ N, 120° 52′ 4,8″ W                | Stehekin    |              |
| 5     | Brown’s First Addition Historic District     | weitere Bilder                               | 29. März 2021 ID-Nr. 100006343 | 900 blk. of South Highland Dr. 47° 24′ 40,3″ N, 120° 18′ 55,1″ W | Wenatchee   |              |
| 6     | Buckner Cabin                                | Buckner Cabin                                | 17. Mai 1974 ID-Nr. 74000912   | am Ende der Rainbow Lane, nordwestlich von Stehekin in der Lake Chelan National Recreation Area 48° 20′ 5″ N, 120° 42′ 4,1″ W                                            | Stehekin    |              |
| 7     | Buckner Homestead Historic District          | Buckner Homestead Historic District          | 10. Feb. 1989 ID-Nr. 88003441  | entlang der Rainbow Lane, nordwestlich von Stehekin in der Lake Chelan National Recreation Area 48° 20′ 8,4″ N, 120° 42′ 3″ W                                            | Stehekin    |              |
| 8     | Burbank Homestead Waterwheel                 | Burbank Homestead Waterwheel                 | 19. Juni 1973 ID-Nr. 73002277  | Cashmere Pioneer Village, 600 Cotlets Way, südlich der Wenatchee bridge 47° 31′ 13,2″ N, 120° 27′ 25,3″ W                                                                | Cashmere    |              |
| 9     | Burke-Hill Apartments                        | weitere Bilder                               | 9. Aug. 2021 ID-Nr. 100006805  | 119 South Okanogan Ave. 47° 25′ 16″ N, 120° 18′ 50″ W | Wenatchee   |              |
| 10    | Chatter Creek Guard Station                  | Chatter Creek Guard Station                  | 8. Apr. 1986 ID-Nr. 86000812   | entlang des Icicle Gorge Loop Trail, Wenatchee National Forest, westlich von Leavenworth 47° 36′ 27,2″ N, 120° 53′ 3,9″ W                                                | Leavenworth |              |
| 11    | Chelan Butte Lookout                         | weitere Bilder                               | 27. Dez. 1990 ID-Nr. 90001912  | Columbia Breaks Fire Interpretive Center, am US-97, nördlich von Entiat 47° 41′ 40,5″ N, 120° 12′ 39,5″ W                                                                | Entiat      |              |
| 12    | Columbia River Bridge                        | weitere Bilder                               | 16. Juli 1982 ID-Nr. 82004198  | über den Columbia River zwischen Bridge Street, Wenatchee und 9th Street NE, östlich von Wenatchee 47° 24′ 52,6″ N, 120° 17′ 49,9″ W                                     | Wenatchee   |              |
| 13    | Columbia River Bridge at Wenatchee           | Columbia River Bridge at Wenatchee           | 24. Mai 1995 ID-Nr. 95000623   | über den Columbia River am US-2, zwischen Stevens Street, Wenatchee und 5th Street NE, östlich von Wenatchee 47° 24′ 35,4″ N, 120° 17′ 44,4″ W                           | Wenatchee   |              |
| 14    | Cottage Avenue Historic District             | weitere Bilder                               | 26. Dez. 2002 ID-Nr. 02001617  | 208-509 Cottage Avenue, 103 Maple Street, 107 Parkhill Street 47° 31′ 15,5″ N, 120° 27′ 47,5″ W                                                                          | Cashmere    |              |
| 15    | Courtney Cabin                               | Courtney Cabin                               | 31. Mai 1974 ID-Nr. 74000910   | am Ende der Company Creek Road, nordwestlich von Stehekin in der Lake Chelan National Recreation Area 48° 21′ 53,7″ N, 120° 45′ 2,9″ W                                   | Stehekin    |              |
| 16    | Downtown Wenatchee Historic District         | Downtown Wenatchee Historic District         | 17. Dez. 2008 ID-Nr. 08001200  | zwischen der North und South Columbia Street, Mission Street, First Street und Kittitas Street 47° 25′ 24,3″ N, 120° 18′ 37,7″ W                                         | Wenatchee   |              |
| 17    | Flick Creek Shelter                          | Flick Creek Shelter                          | 10. Feb. 1989 ID-Nr. 88003444  | östlicher Teil des Lake Chelan, südlich vom Flick Creek, südöstlich von Stehekin in der Lake Chelan National Recreation Area 48° 16′ 10,6″ N, 120° 37′ 23,4″ W           | Stehekin    |              |
| 18    | Golden West Lodge Historic District          | weitere Bilder                               | 10. Feb. 1989 ID-Nr. 88003442  | am Ende der Stehekin Valley Road in der Lake Chelan National Recreation Area 48° 18′ 30,6″ N, 120° 39′ 23,1″ W                                                           | Stehekin    |              |
| 19    | High Bridge Ranger Station Historic District | High Bridge Ranger Station Historic District | 10. Feb. 1989 ID-Nr. 88003443  | entlang der Stehekin Valley Road, nordwestlich von Stehekin in der Lake Chelan National Recreation Area 48° 22′ 48,5″ N, 120° 50′ 15,6″ W                                | Stehekin    |              |
| 20    | High Bridge Shelter                          | weitere Bilder                               | 10. Feb. 1989 ID-Nr. 88003461  | im High Bridge Campground, an der Stehekin Valley Road, nordwestlich von Stehekin in der North Cascades National Park 48° 22′ 52,1″ N, 120° 50′ 21,3″ W                  | Stehekin    |              |
| 21    | Michael Horan House                          | weitere Bilder                               | 31. März 1992 ID-Nr. 92000281  | 2 Horan Road 47° 27′ 33,9″ N, 120° 20′ 4,5″ W | Wenatchee   |              |
| 22    | Lake Chelan Hydroelectric Power Plant        | Lake Chelan Hydroelectric Power Plant        | 15. Dez. 1988 ID-Nr. 88002739  | am südwestlichen Ende vom Lake Chelan zum Columbia River 47° 49′ 35,9″ N, 120° 0′ 11″ W                                                                                  | Chelan      |              |
| 23    | Lake Wenatchee Residence No. 1200            | Lake Wenatchee Residence No. 1200            | 6. März 1991 ID-Nr. 91000158   | entlang des Lake Wenatchee Highway, nördlicher Bereich am Lake Wenatchee und nordwestlich von Leavenworth im Wenatchee National Forest 47° 50′ 12,9″ N, 120° 47′ 54,6″ W | Leavenworth |              |
| 24    | Leavenworth National Fish Hatchery           | Leavenworth National Fish Hatchery           | 27. Juli 1998 ID-Nr. 98000847  | 12790 Fish Hatchery Road, südlich von Leavenworth 47° 33′ 30,8″ N, 120° 40′ 29,7″ W                                                                                      | Leavenworth |              |
| 25    | Leavenworth Ranger Station                   | Leavenworth Ranger Station                   | 11. Apr. 1986 ID-Nr. 86000840  | 600 Sherbourne Street 47° 35′ 55,1″ N, 120° 39′ 26,7″ W | Leavenworth |              |
| 26    | Leavenworth Ski Hill Historic District       | Leavenworth Ski Hill Historic District       | 17. Juli 2013 ID-Nr. 13000505  | 10701 Ski Hill Drive, im Wenatchee National Forest 47° 36′ 51,4″ N, 120° 40′ 13″ W                                                                                       | Leavenworth |              |
| 27    | Richard Hinton Lord House                    | Richard Hinton Lord House                    | 25. März 1999 ID-Nr. 99000404  | 121 East Highland Avenue 47° 50′ 45,3″ N, 120° 1′ 3,4″ W | Chelan      |              |
| 28    | Lucas Homestead                              | Lucas Homestead                              | 14. Dez. 1978 ID-Nr. 78002734  | südlicher Bereich der Downie Canyon Road, südwestlich von Chelan 47° 48′ 13″ N, 120° 6′ 21,5″ W                                                                          | Chelan      |              |
| 29    | Lucerne Guard Station                        | Lucerne Guard Station                        | 6. März 1991 ID-Nr. 91000160   | südlicher Bereich am Lake Chelan im Wenatchee National Forest 48° 12′ 7,7″ N, 120° 35′ 25,3″ W                                                                           | Lucerne     |              |
| 30    | George Miller House                          | George Miller House                          | 10. Feb. 1989 ID-Nr. 88003464  | östlich der Stehekin Valley Road in der Lake Chelan National Recreation Area 48° 18′ 41,4″ N, 120° 39′ 24,3″ W                                                           | Stehekin    |              |
| 31    | Penstock Bridge                              | weitere Bilder                               | 16. Juli 1982 ID-Nr. 82004196  | über den Wenatchee River, in der Nähe vom Old Pipeline Bed Trailhead und westlich von Leavenworth 47° 35′ 16,6″ N, 120° 42′ 32,8″ W                                      | Leavenworth |              |
| 32    | Purple Point-Stehekin Ranger Station House   | weitere Bilder                               | 10. Feb. 1989 ID-Nr. 88003460  | an der Stehekin Valley Road in der Lake Chelan National Recreation Area 48° 18′ 27,5″ N, 120° 39′ 19,1″ W                                                                | Stehekin    |              |
| 33    | Rock Island Railroad Bridge                  | weitere Bilder                               | 30. Juli 1975 ID-Nr. 75001842  | über den Columbia River und südwestlich von Rock Island 47° 22′ 1,2″ N, 120° 9′ 13,7″ W                                                                                  | Rock Island |              |
| 34    | Ruby Theatre                                 | Ruby Theatre                                 | 7. Okt. 1991 ID-Nr. 91001495   | 135 East Woodin Avenue 47° 50′ 24,7″ N, 120° 1′ 2,9″ W | Chelan      |              |
| 35    | St. Andrews Episcopal Church                 | weitere Bilder                               | 31. März 1992 ID-Nr. 92000283  | 120 East Woodin Avenue 47° 50′ 22,9″ N, 120° 1′ 6,3″ W | Chelan      |              |
| 36    | Stehekin School                              | weitere Bilder                               | 31. Mai 1974 ID-Nr. 74000913   | an der Stehekin Valley Road, östlich der Rainbow Falls Straßenkreuzung in der Lake Chelan National Recreation Area 48° 20′ 27,3″ N, 120° 41′ 52″ W                       | Stehekin    |              |
| 37    | Steliko Ranger Station                       | Steliko Ranger Station                       | 6. März 1991 ID-Nr. 91000159   | an der Entiat River Road, östlich von Ardenvoir im Wenatchee National Forest 47° 44′ 36,4″ N, 120° 21′ 40,5″ W                                                           | Ardenvoir   |              |
| 38    | Stevens Pass Guard Station                   | Stevens Pass Guard Station                   | 6. März 1991 ID-Nr. 91000156   | US Highway 2, am Stevens Pass, östlich von Skykomish im Wenatchee National Forest 47° 44′ 44,3″ N, 121° 5′ 17,6″ W                                                       | Skykomish   |              |
| 39    | Stevens Pass Historic District               | Stevens Pass Historic District               | 22. Okt. 1976 ID-Nr. 76001884  | im Westen vom Martin Creek Tunnel bis zum Cascade Tunnel im Osten über den Stevens Pass im Wenatchee National Forest 47° 46′ 14,7″ N, 121° 0′ 5,5″ W                     | Berne       |              |
| 40    | Sugarloaf Peak Lookout                       |                                              | 27. Dez. 1990 ID-Nr. 90001914  | am Ende der Entiat Summit Road und dem Gipfelbereich vom Sugarloaf Peak, nordwestlich Leavenworth 47° 45′ 25,2″ N, 120° 31′ 40,8″ W                                      | Leavenworth |              |
| 41    | Sulphide-Frisco Cabin                        | weitere Bilder                               | 10. Feb. 1989 ID-Nr. 88003459  | entlang vom Bridge Creek Trail, nördlich von Stehekin 48° 28′ 20,1″ N, 120° 42′ 46,4″ W                                                                                  | Stehekin    |              |
| 42    | Tyee Mountain Lookout                        |                                              | 27. Dez. 1990 ID-Nr. 90001913  | Gipfelbereich vom Tyee Mountain, nordwestlich von Entiat 47° 51′ 51,1″ N, 120° 28′ 17,2″ W                                                                               | Entiat      |              |
| 43    | U.S. Post Office and Annex                   | weitere Bilder                               | 27. Mai 1977 ID-Nr. 77001331   | 127 South Mission Street 47° 25′ 20,9″ N, 120° 18′ 38,9″ W | Wenatchee   |              |
| 44    | Wells House                                  | weitere Bilder                               | 4. Juni 1973 ID-Nr. 73001865   | 1300 5th Street 47° 25′ 52,8″ N, 120° 20′ 0,9″ W | Wenatchee   |              |
| 45    | Wenatchee Carnegie Library                   | Wenatchee Carnegie Library                   | 3. Aug. 1982 ID-Nr. 82004199   | 2 South Chelan Avenue 47° 25′ 24″ N, 120° 18′ 49,7″ W | Wenatchee   |              |
| 46    | Wenatchee Fire Station #1                    | Wenatchee Fire Station #1                    | 10. Sep. 2004 ID-Nr. 04000953  | 136 South Chelan Avenue 47° 25′ 16,9″ N, 120° 18′ 44,2″ W | Wenatchee   |              |
| 47    | Wenatchee Flat Site                          |                                              | 14. Aug. 1973 ID-Nr. 73001866  | Adresse nicht veröffentlicht | Wenatchee   |              |
| 48    | West Monitor Bridge                          | West Monitor Bridge                          | 16. Juli 1982 ID-Nr. 82004197  | über den Wenatchee River an der Old Monitor Road 47° 30′ 3,7″ N, 120° 25′ 32″ W                                                                                          | Monitor     |              |